# Њуфаундленд и Лабрадор
Њуфаундленд и Лабрадор (фр. Terre-Neuve-et-Labrador), једна је од десет канадских покрајина (провинција). Њу чини острво Њуфаундленд и североисточни део полуострва Лабрадор. Провинција се раније звала Њуфаундленд а 2001. је називу придодат и Лабрадор. Заузима површину од 373.872 km² а према подацима из 2011. у њему живи 514.536 људи. Главни град је Сент Џонс. Специфичност овог подручја су сопствени дијалекти енглеског, француског и ирског језика.
Економски, подручје је познато по рударству, али је данас и туризам сразмерно развијен услед богатог историјског индијанског и колонијалног наслеђа.

## Географија
Ова провинција се састоји од острва Њуфаундленд и територије Лабрадора, на копну. Највећи део острва Њуфаундленд је покривен голим стенама и неплодним земљиштем, осим предела на северу и у централним и западним крајевима где је земља доброг квалитета. Шуме покривају око једне трећине целокупне површине. Источна и јужна обала су дубоко разуђене и ту се налазе луке за многе рибарске и друге бродове. Лабрадор је пространа равна површина са кршевитом обалом, али је богат налазиштима руда и хидроенергетским изворима.

## Привреда

### Риболов
Бакалар је највећи извор прихода на Њуфаундленду. Ракови, велики и мали, шкољке, харинге, лист и друге рибе такође се лове далеко од обале или на Великим спрудовима. Реке и језера обилују пастрмком и лососом.

### Рударство
Гвоздена руда се вади у западном Лабрадору и извози се у великим количинама; остали минерали су бакар, злато, цинк и азбест.

### Производња
Једна од главних индустријских грана ове провинције је производња целулозе и хартије.

### Хидроенергетика
Највећи хидроенергетски објекат се налази на Черчиловим водопадима на Лабрадору; остали велики хидроенергетски објекти су у Твин Фолсу (енгл. Twin Falls) и Заливу наде (енгл. Bay d'Espoir) на јужној обали острва.

## Клима
Клима на острву Њуфаундленд је умерена јер је ублажава близина океана. Лабрадор има врло хладну зиму и покривен је снегом шест месеци годишње.

## Становништво
| 1996.   | 2001.   | 2006.   | 2011.   | 2016.   |
| ------- | ------- | ------- | ------- | ------- |
| 551.790 | 512.930 | 505.469 | 514.536 | 519.716 |

## Занимљивости
У граду Гранд Банк на острву Њуфаундленд налази се Покрајински музеј помораца. Занимљиво је да је овај музеј смештен у згради која је првобитно била изложбени павиљон СФРЈ на Светској изложби која се 1967. године одржавала у Монтреалу. Иако на светској изложби није изазвао пажњу којој су се Југословени надали, павиљон је ипак превазишао своју првобитну намену. Иако дизајниран као „привремена структура“, павиљон СФРЈ је премештен у Гранд Банк, где се и данас налази као зграда музеја.